# Németságipuszta
Németságipuszta, románul: Hunedoara Timișană település Romániában, a Partiumban, Arad megyében.

## Fekvése
Németság mellett fekvő település.

## Története
Németságipuszta korábban Németság része volt. Más források viszont új településnek tartják, vagy Félegyház határából vált ki.[forrás?]
1930-ban 683 lakosából 678 román volt. 1941-ben 759 lakosából 744 román volt és 3 német. 1956-ban 659 lakosa volt. A 2002. évi népszámláláskor 226 román lakosa volt.